# オイゲン・バウマン
オイゲン・バウマン（Eugen Baumann、1846年12月12日 - 1896年11月3日）は、ドイツの化学者。初めてポリ塩化ビニル（PVC）を初めて作成し、カール・ショッテンとともにショッテン・バウマン反応を発見した。

## 生涯
現在はシュトゥットガルトの一部であるCannstatt生まれ。シュトゥットガルトのギムナジウムに通った後、父の薬局で教育を受けた。シュトゥットガルトにいる間には、シュトゥットガルト大学のヘルマン・フォン・フェーリングの講義を受けていた。
広い教育を受けるために、リューベックとヨーテボリへ行き、そこの薬局に勤務した。のちにテュービンゲン大学で薬学を学んだ。1870年に最初の試験に合格し、1972年にフェリクス・ホッペ＝ザイラーの元で博士号を取得した。ホッペ＝ザイラーを追ってストラスブール大学に移り、1876年にハビリテーションを行った。同年、エミール・デュ・ボア＝レーモンからベルリンの生理学研究所の化学部門長としての地位をオファーされた。1882年にはその研究所の医学教授となり、その後フライブルク大学の教授となった。
1895年、Albrecht Kosselとともにホッペ＝ザイラーのZeitschrift für Physiologische Chemieの管理を引き継いだ。
1883年に化学者Hermann Koppの娘であるTheresa Koppと結婚し、5人の子どもをもうけた。心臓病のため49歳で死去した。

## 業績
尿の有機硫黄化合物が、生理化学への出発点となった。彼は尿の芳香族化合物の供給源がチロシンなどの芳香族アミノ酸であることを特定した。チオアセタールとチオケタールの合成により有機硫黄化学に影響を与えた。これらの物質はその後、麻酔などに対して他の科学者により使用された。他の同僚と共に、サイロキシンが甲状腺の有効成分であることを示した。

## ショッテン・バウマン反応

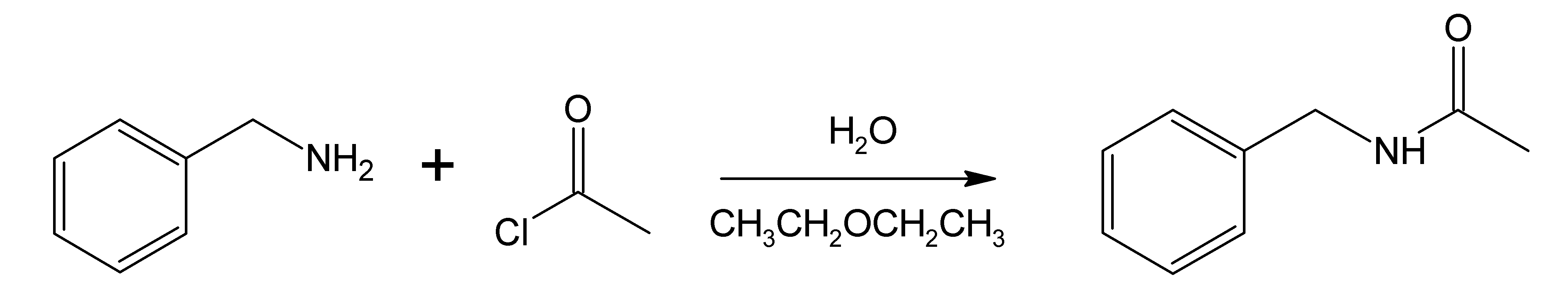
ショッテン・バウマン反応の一例。ベンジルアミンと塩化アセチルとの反応によりN-ベンジルアセトアミドを形成する。

生理学研究所での研究中に、カール・ショッテンとともにアミンと酸塩化物からアミドを合成する方法を発見した。この方法は現在でもショッテン・バウマン反応として知られている。